# Méditation pour quatuor à cordes sur l'ancien choral tchèque

La Méditation pour quatuor à cordes sur l'ancien choral tchèque en l'honneur de saint Venceslas (tchèque : Meditace na staročeský chorál «Svatý Václave») opus 35a est une composition de musique de chambre pour quatuor à cordes de Josef Suk. Il adopte la forme d'un choral d'après une notation tirée de la biographie de saint Adalbert rosa bohemica de 1668. Il est créé le 4 septembre 1914 par le Quatuor bohémien. Il est d'un mouvement en plusieurs épisodes enchaînés.

## Structure
1. Adagio ma con moto, semplice e con moto, sempre piu largamente, à .

- Durée d'exécution: sept minutes.

## Source
- François-René Tranchefort (direction), Guide  de la Musique de Chambre, Paris, Fayard, coll. « Les indispensables de la musique », 1998 (1re éd. 1989), VIII-995 p. (ISBN 2-213-02403-0, OCLC 717306887, BNF 35064530), p. 874